# Galgalatz
Galgalatz (em hebraico: גלגלצ‎) é uma popular estação de rádio israelense operada pela Galei Tzahal. Esta é a segunda das duas estações de rádios operadas pelas Forças de Defesa de Israel, enquanto a primeira é a Galatz. A estação foi fundada em 1993 e transmite principalmente música pop 24 horas por dia e informações do trânsito. A estação foi estabelecida com a ajuda da Autoridade Nacional de Segurança no Trânsito de Israel e do Ministério do Transporte de Israel e frequentemente transmite mensagens sobre segurança no trânsito. A cada hora, a estação transmite boletins com as últimas notícias.
Galgalatz é a estação de rádio mais popular em Israel e recebe percentagens de audição muito elevadas, especialmente entre o público jovem.Em 2009, a taxa de audição entre ouvintes de 18 a 45 anos era de aproximadamente 38,5%.Os locutores da estação, alguns deles soldados regulares, foram treinados como locutores em estações de rádio das FDI. Em julho de 2020, a estação teve uma participação de mercado de 27,3% entre as emissoras de rádio mais ouvidas de Israel. Boa parte dos locutores da estação são principalmente soldados israelenses em serviço. 
O nome da estação é a combinação das palavras Gilgal (relacionada ao transporte) e Gali Tshal (estação mãe) proposta por Merav Michaeli, administrador da primeira estação de rádio militar.